# Laugnac
Laugnac är en kommun i departementet Lot-et-Garonne i regionen Nouvelle-Aquitaine i sydvästra Frankrike. Kommunen ligger i kantonen Prayssas som tillhör arrondissementet Agen. År 2022 hade Laugnac 692 invånare.

## Befolkningsutveckling
Antalet invånare i kommunen Laugnac
| Referens: INSEE |